# Brasszinoszteroid

Brasszinolid, az elsőként izolált brasszinoszteroid, melyről kimutatták, hogy biológiai aktivitással rendelkezik

A brasszinoszteroidok (rövidítése BR vagy ritkábban BS) a polihidroxiszteroidok egy osztálya, amely a növényi hormonok egyik családjaként ismert, endokrin-reszponzív rákos megbetegedések esetén apoptózis kiváltására és növekedés gátlására alkalmasak, így rákellenes gyógyszerként is hasznosíthatók. A brasszinoszteroidokat először az 1970-es években fedezték fel, amikor Mitchell és munkatársai felfigyeltek növekedésserkentő hatásukra. A repce pollen (Brassica napus) szerves kivonatainak kezelésével a szár megnyúlását és a sejtosztódás fokozódását idézték elő. A kísérletben használt biológiailag aktív anyag, a brasszinolid volt az első izolált brasszinoszteroid. Az előbbi kísérletben a molekula előállításához 230 kg repcepollent használtak, melyből mindössze 10 mg brasszinoszteroid keletkezett. Felfedezésük óta több mint 70 BR-vegyületet izoláltak növényekből.

## Bioszintézis
A brasszinoszteroidokat a kampeszterolból bioszintetizálják. A bioszintézis útját japán kutatók tisztázták, és más növényfajok BR bioszintézis mutánsainak elemzésével bizonyították (lúdfű, paradicsom, borsó). A növényekben a BR-szintézis helyeit kísérletileg nem igazolták. Az egyik jól alátámasztott hipotézis, hogy minden szövet termel BR-t, mivel a BR bioszintetikus és szignáltranszdukciós gének számos növényi szervben kifejeződnek, és a hormonok rövid távú aktivitása is ezt támasztja alá. Kísérletek kimutatták, hogy lehetséges a nagy távolságú szállítás, és az áramlás a növény tövétől a csúcsokig (akropetál) történik, de nem ismert, hogy ez a mozgás biológiailag releváns-e.

## Hormonális aktivitás
A BR-kről kimutatták, hogy számos növényi folyamatban részt vesznek:
- A sejtek osztódásának és megnyúlásának elősegítése; az auxinnal együttműködik a hatás elérése érdekében.[8]
- Szerepe tisztázatlan a sejtosztódásban és a sejtfal regenerációjában.[6]
- Az edénynyaláb differenciálódás elősegítése; A BR jelátvitelt a vaszkuláris differenciálódás során tanulmányozták.[9]
- Szükséges a pollen megnyúlásához a pollentömlő kialakulásához.[10]
- Az öregedés felgyorsulása haldokló szövettenyészetek sejtjeiben; a BR-hiányos mutáns növények késleltetett öregedése alátámasztja, hogy ez a hatás biológiailag releváns lehet.[6]
- Védelmet nyújt a növényeknek hideg és szárazság idején.[6]

A Lychnis viscaria növényből származó kivonat viszonylag nagy mennyiségű brasszinoszteroidot tartalmaz. A Lychnis viscaria növeli a környező növények betegségekkel szembeni ellenálló képességét. 
A bengálibirsből (Aegle marmelos) (Rutaceae) izolált 24-epibrasszinolidot (EBL) (mely brasszinoszteroid) antigenotoxikus hatását vizsgálták maleinsav-hidrazid (MH) által kiváltott vöröshagyma (Allium cepa) kromoszóma-rendellenesség esetén. Kimutatták, hogy a maleinsav-hidraziddal kiváltott kromoszóma-rendellenességek százalékos aránya szignifikánsan csökkent a 24-epibraszinolid kezelés hatására.
Beszámoltak arról, hogy a BR-k mind az abiotikus, mind pedig a biotikus stressz ellen hatásosak a növényekben. Bebizonyosodott, hogy a brasszinoszteroidok uborkán történő alkalmazása fokozza a növény anyagcseréjét és a peszticidek eltávolítását. Segítségével elősegíthető a nem ökológiai gazdálkodás során termesztett zöldségekből a maradék peszticidek eltávolítása, csökkentve az emberbe jutásuk valószínűségét.
A BR-ek kezelt rizsmagokra (Oryza sativa L.) számos hatást fejtenek ki, kimutatták például, hogy csökkentik a sóstressz növekedést gátló hatását. A kifejlődött növények tömegének elemzésekor a kezelt magvak jobban teljesítettek, mint a szikes és nem sós táptalajon termesztett növények, azonban a száraz tömeg elemzésekor BR-kezelt magvak csak a szikes táptalajon termesztett, kezeletlen növényeknél teljesítették jobban. Sóstressz alatti paradicsomot vizsgálva (Lycopersicon esculentum) csökkent a klorofill a és klorofill b koncentrációja, és így a pigmentáció is csökkent. A BR-vel kezelt rizsmagok jelentősen visszaállították a pigmentszintet azokban a növényekben, amelyeket sós táptalajon termesztettek, összehasonlítva a nem kezelt növényekkel azonos körülmények között.

## Mezőgazdasági felhasználás
A kertészeti növények termesztésében BR szerepe kiemelkedő lehet. Kiterjedt kutatások alapján a BR képes a termesztett kertészeti növények mennyiségének és minőségének javítására, valamint képes megvédeni a növényeket a közvetlen környezetben előforduló számos stresszhatás ellen. A stabilabb szintetikus analógok szintézise és a sejtes BR-aktivitás genetikai manipulálásával foglalkozó technológia fejlődésével a BR felhasználása a kertészeti növények termesztésében a gyakorlatban is reménykeltő stratégiává vált a terméshozam és a termesztési siker javítása érdekében.
A BR alkalmazása bizonyítottan hatásos a Phytophthora infestans, az uborka penészgombája, a vírusos betegségek és számos más kórokozó ellen.
A BR segíthet áthidalni a fogyasztók egészségügyi aggályai és a termesztők növénytermesztés intenzifikálási igénye közötti szakadékot. A BR használatának egyik fő előnye, hogy nem terheli a környezetet, mert természetes módon hatnak. Mivel természetes „növényerősítő anyag”, a BR kijuttatása kedvezőbb lenne, mint a peszticidek használata, ráadásul nem indukálja a kártevők koevolúcióját.
Németországban a növényből származó kivonat "növényerősítő anyagként" használható. Léteznek biológiai tesztek, amelyek képesek kimutatni a BR-eket a növényben, például a bab második szártag megnyúlási vizsgálata és a rizslevél lemezének hajlástesztje.

## Fordítás
Ez a szócikk részben vagy egészben  a   Brassionosteroid című angol Wikipédia-szócikk fordításán alapul.  Az eredeti cikk szerkesztőit annak laptörténete sorolja fel. Ez a jelzés csupán a megfogalmazás eredetét és a szerzői jogokat jelzi, nem szolgál a cikkben szereplő információk forrásmegjelöléseként.